# Воеводин, Виктор Николаевич
Виктор Николаевич Воеводин (укр. Віктор Миколайович Воєводін; 21 апреля 1946, Харьков – 27 июня 2021, Харьков) – советский и украинский физик, специалист в области радиационной физики и ядерной безопасности, доктор физико-математических наук, член-корреспондент Национальной академии наук Украины.

## Биография
В 1970 году окончил физико-технический факультет Харьковского университета. Кандидат (1984),  доктор физико-математических наук (1995).
С 1971 года работал в Харьковском физико-техническом институте, начиная с 2010 года, был директором Института физики твердого тела, материаловедения и технологий Национального научного центра «ХФТИ». С 2004 года – профессор Харьковского университета. В 2016 году был назначен представителем Украины в Программном комитете Евратома по ядерным реакторам разделения. В 2019 году был избран членом Высшего научного совета Европейского ядерного общества.

## Научные интересы
Занимался изучением и разработкой материалов для атомной энергетики, в частности исследовал радиационные повреждения конструкционных материалов.

## Публикации
- Особенности микроструктурных изменений в аустенитных и ферритных сталях при облучении // Физика металлов и металловедение. 1996. Вып. 3;
- Microstructural evolution and radiation stability of steels and alloys // J. Nuclear Materials. 1999. № 271/272;
- Влияние импульсных потоков заряженных частиц на структуру и механические свойства металлов // ФХММ. 2000. Т. 36, № 5;
- Фазовые превращения. Структурно-фазовые превращения в нержавеющих сталях при облучении // Металлофизика и новейшие технологии. 2000. Т. 21, № 6;
- Влияние микро- и мезоуровней пластической деформации на радиационное охрупчивание материалов // Вест. Харьков. ун-та. 2001. № 510, вып. 1(13)